# 樂線
樂線股份有限公司（日語：株式会社ネクソン，常见译名：納克森）是一家由韩国NXC控股的電腦遊戲运营公司，其集团的游戏开发主要由乐线韩国承当。

## 歷史
樂線（今樂線韓國）於1994年12月26日成立於韓國，總部曾設於首爾；2002年在日本成立子公司樂線日本。
2006年，控股的母公司NXC公司成立，樂線為其子公司，韓國的遊戲業隸屬於樂線。
2011年12月，原樂線日本升格為樂線，東京升格為營運總部，而原總部變為樂線韓國，成為日本總公司的全資子公司，變動後遊戲開發依然由樂線韓國任承；而原控股樂線韓國的韓國濟州島NXC公司則改控股位於日本的樂線。
並擅長開發休閒類的網路遊戲，目前主要的作品有爆爆王、跑跑卡丁車、泡泡大亂鬥、天翼之鍊、神之領域、新楓之谷、瑪奇等。在台灣以及港澳地區，大部分NEXON遊戲均由遊戲橘子代理運營；而中国大陆地区則分別由盛大網絡及世紀天成代理運營。

## 營運子公司
- 乐线韩国（NEXON Korea Corporation）總部設於韓國首爾
- 乐线软件开发(上海)有限公司，总部位于中国上海[3]
- 世纪天成（上海邮通科技有限公司）
- 台灣樂線有限公司（NEXON TAIWAN LIMITED）總部設於臺灣臺北[4]
- Nexon Europe（總部設於英國倫敦）
- Nexon America（總部設於美國加州洛杉磯）
- Mplay, Inc
- Xeogen
- Mobilehands
- Wisekids
- Entelligent
- Wizet
- NEOPLE
- devCAT
- What Studio
- Thingsoft
- NDOORS
- Boolean Games
- Big Huge Games
- Fantage

## 聯外合作
- 遊戲橘子（獲得爆爆王、楓之谷、泡泡大亂鬥......等遊戲台灣代理權）
  - 台灣聯合報指出NEXON從2011年底占遊戲橘子股份不到3%到2012年4月底已高達33%，以外資身分從市場買下超過五萬張遊戲橘子股票。今年三月全球業者齊聚舊金山開遊戲者大會，NEXON就已私下放話將入主遊戲橘子。為了反制遊戲橘子被韓商惡意併購，遊戲產業振興會前會長、樂陞董事長許金龍日前已向公平交易委員會提出檢舉，指稱納克森的行為涉及事業結合，卻違法未事先向公平會申報，已造成不公平競爭，應被禁止結合。根據證交所資料，截至三月底，NEXON在渣打銀行的託管專戶中，共持有遊戲橘子五萬二千六百九十一張，持股比重高達百分之三十三；遠超過橘子董事長劉柏園等經營團隊持股的二成。遊戲橘子六月廿二日將召開股東會，四月底股票截止過戶日才發現，後NEXON因策略考量釋出部分持股，對遊戲橘子持股比例自原先的33%下降到接近14％。[5][6]
- 盛大網路（獲得爆爆王、楓之谷、泡泡戰士中國代理權）
- 巨人網路（獲得艾爾之光中國代理權）
- 香港戲谷（獲得拿拿林Online香港代理權）
- 台灣戲谷（獲得拿拿林Online台灣代理權）
- Garena（獲得地下城與勇士台灣代理權）
- 天宇科技（獲得天翼之鍊、神之領域台灣代理權）
- 紅心辣椒（獲得黑Online台灣代理權）
- 夢工廠（Dream Execution）（授權獵殺戰場韓國代理權）
- Valve（共同製作絕對武力Online系列）
- Ndoors
- Eyedentity Games（獲得龍之谷韓國代理權）
- Softmax（授權天翼之鍊韓國與日本代理權）
- Toppig（共同製作拿拿林Online）
- KOG Studios（授權永恆冒險韓國代理權）
- 維亞康姆（製作尼奧寵物的新增服飾櫃功能及NC Mall）
- 腾讯游戏（冒险岛2）

### 曾经合作
- GameHi（共同製作黑Online），后因公司与NEXON子公司Nextoric（新天翼之鍊开发商）合并为NEXON GT而不复存在[7]
- 數碼戲胞（已倒閉）
- CJ E&M（授權突擊風暴韓國代理權）

## 旗下遊戲

### 韓國
由NEXON Korea經營。 
- 2012:首爾（2012: SEOUL）[WebGame]
- 9Dragons
- 神之領域（Asgard）
- Baram
- 絕對武力Online（Counter Strike Online）
- 泡泡战士（Crazy Shooting - Bubble Fighter）
- 爆爆王（Crazy Arcade）
- Chronicles of Lunia
- 跑跑卡丁車（CrazyRacing KartRider）
- 打擊軍火（Combat Arms）
- 地下城与勇士（Dungeon & Fighter）
- Elancia
- 艾尔之光（Elsword）
- Ever Planet
- 哈士奇速递（Husky Express）
- Legend of Darkness
- 路尼亞戰記（Lunia戰記）
- 瑪奇（Mabinogi）
- 瑪奇英雄传（Mabinogi Heroes）
- 楓之谷（MapleStory）
- 拿拿林Online（QQ飞行岛）（Nanaimo）
- 开心星球（NEXON Star）
- Q-Play
- 未來啟示錄Online（Silent Plot 1）
- 天翼之鍊（TalesWeaver）
- 热血三国【网页游戏】（Three Country）[WebGame]
- War Rock
- ZerA: Imperan Intrigue
- 第四区（Zone 4）
- 突袭（Sudden Attack）
- 楓之谷 DS（MapleStory DS）(NDSL遊戲)
- 獵殺戰場 (War Rock)
- 暴能特區（Cyphers）
- 楓之谷2（MapleStory 2）
- CLOSERS
- 跑跑卡丁車：飄移（KartRider: Drift）

### 日本
由NEXON Japan經營。 
- アラド戦記（Arad/Dungeon & Fighter）
- 王者世界（Atlantica）
- Colony of War
- 反恐精英Online（Counter Strike Online）
- 闇之傳說（闇の伝説；Dark Ages）
- Dekaron
- DRAGONICA
- EverPlanet
- 路尼亞戰記（Lunia）
- 瑪奇（Mabinogi）
- 楓之谷（MapleStory）
- NTOMO
- 突袭（Sudden Attack）
- 天翼之鍊（TalesWeaver）
- 铁鬼（Tekki）
- 科隆（Corum Online）
- 跑跑卡丁車：飄移（KartRider: Drift）

### 北美
由NEXON America經營。 
- 王者世界（Atlantica Online）
- 打擊軍火（Combat Arms）
- 龍之谷（Dragon Nest）
- 地下城与勇士（Dungeon Fighter Online）
- 瑪奇（Mabinogi）
- 楓之谷（MapleStory）
- 瑪奇英雄传（Vindictus/Mabinogi:Heroes）
- 跑跑卡丁車：飄移（KartRider: Drift）

### 泰國
由NEXON Thailand經營。
- 楓之谷（MapleStory）
- 救世者之樹（Tree of Savior）
- 跑跑卡丁車：飄移（KartRider: Drift）

### 臺灣
由Nexon Taiwan經營。
- 天涯明月刀
- 新瑪奇英雄傳
- 跑跑卡丁車：飄移（KartRider: Drift）

### 手機遊戲
- 文明爭戰
- 三國志曹操傳
- 真·三國無雙 斬（製作公司：樂陞科技，授權商：日本光榮）
- 無限戰場
- 暗黑復仇者3
- 楓之谷突擊
- 楓之谷M
- HIT：英雄之戰
- AxE：背水一戰
- LYN : 光之使者
- V4 : 跨界戰
- 爆爆王M
- Durango：野生之地 (已結束營運）
- OVERHIT
- 跑跑卡丁車RUSH+
- 蔚藍檔案
- 哥吉拉保衛戰（Godzilla Defense Force)

## 相關電視節目
- 2018年10月13日：MBC《公司食堂》EP10